# ماروسيا موتورز
شركة ماروسيا (بالروسية: Маруся) هي أول شركة لصناعة السيارات الرياضية الفارهة في روسيا، وتنتج الشركة ثلاث طرازات مميزة هي:B1،B2،F2
وظهر طراز F2 ذو الدفع الرباعي أول مرة عام 2010.